# Tour de l'Ain 1999
Il Tour de l'Ain 1999, undicesima edizione della corsa, si svolse dall'11 al 15 agosto 1999 su un percorso di 652 km ripartiti in 4 tappe (la prima suddivisa in due semitappe) più un cronoprologo, con partenza da Saint-Didier-sur-Chalaronne e arrivo al Grand Colombier. Fu vinto dal polacco Grzegorz Gwiazdowski della Cofidis davanti al neozelandese Christopher Jenner e all'italiano Maurizio De Pasquale.

## Tappe
| Tappa  | Data      | Percorso                                                                      | km    | Vincitore di tappa | Leader cl. generale  |
| ------ | --------- | ----------------------------------------------------------------------------- | ----- | ------------------ | -------------------- |
| Prol.  | 11 agosto | Saint-Didier-sur-Chalaronne > Saint-Didier-sur-Chalaronne (cron. individuale) | 5,6   | Arturas Kasputis   | Arturas Kasputis     |
| 1ª-1ª  | 12 agosto | Saint-Cyr-sur-Menthon > Thoissey                                              | 90,8  | Jimmy Casper       | Arturas Kasputis     |
| 1ª-2ª  | 12 agosto | Thoissey > Bourg-en-Bresse                                                    | 89,4  | Artur Krzeszowiec  | Arturas Kasputis     |
| 2ª     | 13 agosto | Bohas > Saint-Vulbas                                                          | 177,9 | Frédéric Guesdon   | Christophe Oriol     |
| 3ª     | 14 agosto | Lagnieu > Gex                                                                 | 159   | Mirko Puglioli     | Grzegorz Gwiazdowski |
| 4ª     | 15 agosto | Bellegarde-sur-Valserine > Grand Colombier                                    | 129,6 | Christopher Jenner | Grzegorz Gwiazdowski |
| Totale | Totale    | Totale                                                                        | 652   |                    |                      |

## Dettagli delle tappe

### Prologo
- 11 agosto: Saint-Didier-sur-Chalaronne > Saint-Didier-sur-Chalaronne (cron. individuale) – 5,6 km

| Pos. | Corridore        | Squadra         | Tempo |
| ---- | ---------------- | --------------- | ----- |
| 1    | Arturas Kasputis | Casino          | 6'45" |
| 2    | Frédéric Finot   | Crédit Agricole | a 1"  |
| 3    | Christophe Oriol | Casino          | a 2"  |

| Pos. | Corridore        | Squadra | Tempo |
| ---- | ---------------- | ------- | ----- |
| 1    | Arturas Kasputis | Casino  | 6'45" |

### 1ª tappa - 1ª semitappa
- 12 agosto: Saint-Cyr-sur-Menthon > Thoissey – 90,8 km

| Pos. | Corridore      | Squadra  | Tempo    |
| ---- | -------------- | -------- | -------- |
| 1    | Jimmy Casper   | FDJ      | 2h09'08" |
| 2    | Saulius Ruskys | VC Saint | s.t.     |
| 3    | Damien Nazon   | FDJ      | s.t.     |

| Pos. | Corridore        | Squadra | Tempo |
| ---- | ---------------- | ------- | ----- |
| 1    | Arturas Kasputis | Casino  |       |

### 1ª tappa - 2ª semitappa
- 12 agosto: Thoissey > Bourg-en-Bresse – 89,4 km

| Pos. | Corridore         | Squadra      | Tempo    |
| ---- | ----------------- | ------------ | -------- |
| 1    | Artur Krzeszowiec | Amore & Vita | 2h03'50" |
| 2    | Uroš Murn         | Telekom      | s.t.     |
| 3    | Saulius Ruskys    | VC Saint     | s.t.     |

| Pos. | Corridore        | Squadra | Tempo |
| ---- | ---------------- | ------- | ----- |
| 1    | Arturas Kasputis | Casino  |       |

### 2ª tappa
- 13 agosto: Bohas > Saint-Vulbas – 177,9 km

| Pos. | Corridore        | Squadra  | Tempo    |
| ---- | ---------------- | -------- | -------- |
| 1    | Frédéric Guesdon | FDJ      | 3h59'05" |
| 2    | Christophe Oriol | Casino   | s.t.     |
| 3    | Saulius Ruskys   | VC Saint | a 7"     |

| Pos. | Corridore        | Squadra | Tempo |
| ---- | ---------------- | ------- | ----- |
| 1    | Christophe Oriol | Casino  |       |

### 3ª tappa
- 14 agosto: Lagnieu > Gex – 159 km

| Pos. | Corridore            | Squadra      | Tempo    |
| ---- | -------------------- | ------------ | -------- |
| 1    | Mirko Puglioli       | Amore & Vita | 4h19'16" |
| 2    | Grzegorz Gwiazdowski | Cofidis      | s.t.     |
| 3    | Arturas Kasputis     | Casino       | a 25"    |

| Pos. | Corridore            | Squadra | Tempo |
| ---- | -------------------- | ------- | ----- |
| 1    | Grzegorz Gwiazdowski | Cofidis |       |

### 4ª tappa
- 15 agosto: Bellegarde-sur-Valserine > Grand Colombier – 129,6 km

| Pos. | Corridore            | Squadra           | Tempo    |
| ---- | -------------------- | ----------------- | -------- |
| 1    | Christopher Jenner   | Crédit Agricole   | 3h34'59" |
| 2    | Grzegorz Gwiazdowski | Cofidis           | a 11"    |
| 3    | Lorenzo Di Silvestro | Besson Chaussures | a 15"    |

| Pos. | Corridore            | Squadra         | Tempo     |
| ---- | -------------------- | --------------- | --------- |
| 1    | Grzegorz Gwiazdowski | Cofidis         | 16h09'20" |
| 2    | Christopher Jenner   | Crédit Agricole | a 30"     |
| 3    | Maurizio De Pasquale | Amore & Vita    | a 1'35"   |

## Classifiche finali

### Classifica generale
| Pos. | Corridore            | Squadra                       | Tempo     |
| ---- | -------------------- | ----------------------------- | --------- |
| 1    | Grzegorz Gwiazdowski | Cofidis                       | 16h09'20" |
| 2    | Christopher Jenner   | Crédit Agricole               | a 30"     |
| 3    | Maurizio De Pasquale | Amore & Vita                  | a 1'35"   |
| 4    | Lorenzo Di Silvestro | Besson Chaussures-Nippon Hodo | a 1'48"   |